# Юдин, Сергей Петрович
Серге́й Петро́вич Ю́дин (26 июня (8 июля) 1889, Москва — 5 июля 1963, там же) — артист оперы (лирический тенор), режиссёр и педагог. Заслуженный артист РСФСР (1933).

## Биография
Сергей Петрович Юдин родился в Москве в семье конторского служащего. С детских лет проявил себя одарённым художником, обучался в «Училище живописи, ваяния и зодчества», где одним из его педагогов был Аполлинарий Васнецов. В 1900—1906 годах учился в Комиссаровском техническом училище. Увлёкся пением и с 1906 года занимался у Г. А. Алчевского. Позднее продолжил обучение у профессора А. М. Додонова.
В 1910 году Юдин был вызван на пробу в Большой театр и произвёл на комиссию прекрасное впечатление. 14 февраля 1911 года впервые выступает на сцене театра в партии Баяна в «Руслане и Людмиле» М. Глинки. Дебют молодого певца прошёл успешно, однако некоторое время по решению дирекции театра он был занят только во второстепенных партиях: Индийского гостя в «Садко» Н. Римского-Корсакова и Синодала в «Демоне» А. Рубинштейна, в заглавной партии которой блистал знаменитый баритон Г. А. Бакланов.
Дебютной главной ролью Юдина стала в 1913 году партия Ленского в «Евгении Онегине» П. Чайковского. Его партнёрами по спектаклю стали ведущие исполнители ролей Татьяны и Онегина М. Гукова и И. Грызунов, дирижировал Эмиль Купер.  Успех певца высоко оценила пресса, «Новости сезона» от 23 апреля 1913 года написали: «Впервые в Большом театре, кроме Собинова, мы услышали и увидели еще одного подлинного Ленского…». В подтверждение своих успехов Юдин получил предложение выступить в роли Ленского в театре Казино в Монте-Карло, где тогда выступали лучшие артисты Европы, включая Ф. Шаляпина, Э. Карузо, Д. Смирнова, однако отказался от него, считая себя ещё не готовым к международному дебюту на таком уровне.
В начале 1914 года после конфликта с администрацией, которая по-прежнему держала его на «голодном пайке», Юдин переходит из Большого театра в частную оперу С. И. Зимина, где вскоре становится ведущим исполнителем репертуара лирического тенора и одним из лидеров труппы, соперничавшей с Большим театром. Партнёрами певца по зиминской сцене были многие выдающиеся солисты того времени. В частности, в «Фаусте» Ш. Гуно, «Севильском цирюльнике» Дж. Россини и ряде других постановок Юдин неоднократно выступал вместе с Ф. И. Шаляпиным.
В 1919 году Юдин возвращается в Большой театр, где теперь исполняет репертуар, сделавший его любимцем публики в театре Зимина. Уникальной работой артиста стало участие в шуточном спектакле «„Севильский цирюльник“ дыбом». В нём звёзды Большого театра поменялись ролями: Антонина Нежданова исполняла партию графа Альмавивы, а Сергей Юдин — партию Розины. Подобный эксперимент требовал от исполнителей незаурядного вокального мастерства. Блестяще владевший фальцетом, Юдин пел партию Розины в сопрановой тесситуре. Спектакль имел огромный успех у публики благодаря игре участников, преобразившихся в несвойственных их амплуа персонажей.
С. П. Юдин обладал сильным голосом мягкого тембра, отточенной вокальной техникой, артистизмом исполнителя. Мастерски владел фальцетом. Голос певца отличался так называемой «двухтембровостью» (был близок по характеру к тенору-альтино): в верхнем регистре приближался к сопрановому звучанию, в нижнем — к баритональному. По оценкам критики, голос Юдина — сильный, мужественный лирический тенор, для которого нет технических трудностей. Исполнительская манера артиста была достаточно строга, выразительна, без распространённой у теноров тех лет слащавости. Превосходная дикция, живо, осмысленно поданные каждое слово, каждая фраза, безупречное чувство формы и стиля исполняемой музыки — вот отличительные качества певца, избежавшего подражания самым крупным авторитетам среди теноров.
К концу 1920-х годов Юдина начинает привлекать режиссёрская работа и работа с молодыми певцами. Объединив артистическую молодежь Большого театра, Юдин в 1932—1933 годах осуществил постановку ряда опер: «Риголетто» Дж. Верди, «Паяцы» Р. Леонкавалло, «Моцарт и Сальери» Н. Римского-Корсакова.
Вокальную карьеру артист закончил в 1941 году. Последними режиссёрскими работами С. П. Юдина в филиале ГАБТа стали в начале 1940-х годов «Тоска» Дж. Пуччини, «Дубровский» Э. Направника и «Севильский цирюльник» Дж. Россини.
В военные годы Юдин работает в качестве режиссёра и вокального педагога в Московской оперной студии. В числе прочих ученицей Сергея Петровича была его дочь, будущая солистка театра имени К. С. Станиславского и В. И. Немировича-Данченко, а также Всесоюзного радио Татьяна Сергеевна Юдина.
С 1948 по 1963 год С. П. Юдин преподавал в Московской консерватории. Стал автором книги «Певец и голос», изданной в 1947 году, в которой отразил свой исполнительский и педагогический опыт.
Семья С. П. Юдина проживала в Москве в пяти комнатах квартиры № 62 дома № 3 по улице Огарёва. Стены комнат были увешаны картинами с пейзажами Италии, которые рисовал брат Сергея Петровича, а мебель уставлена макетами со сценами из оперных спектаклей. Летом семья проживала на даче, на Николиной горе. До последних дней артист жил интересами своей профессии, интересами искусства.
Скончался Сергей Петрович Юдин в Москве 5 июля 1963 года, похоронен на Новодевичьем кладбище, участок 8, ряд 30.

## Избранные оперные партии
- Альфред — «Травиата» Дж. Верди
- Баян — «Руслан и Людмила» М. Глинки
- Вагоа — «Юдифь» А. Серова
- Владимир Дубровский — «Дубровский» Э. Направника
- Владимир Игоревич — «Князь Игорь» А. Бородина
- Герцог — «Риголетто» Дж. Верди, 1929
- Граф Альмавива, Розина — «Севильский цирюльник» Дж. Россини
- Джеральд — «Лакме» Л. Делиба, 1928
- Звездочёт — «Золотой петушок» Н. Римского-Корсакова, 1924
- Индийский гость — «Садко» Н. Римского-Корсакова
- Кавалер де Грие — «Манон» Ж. Массне
- Канио — «Паяцы» Р. Леонкавалло
- Князь Синодал — «Демон» А. Рубинштейна
- Левко — «Майская ночь» Н. Римского-Корсакова
- Ленский — «Евгений Онегин» П. Чайковского, с 1913
- Леопольд — «Жидовка» Ж. Ф. Галеви, 1914
- Лоэнгрин — «Лоэнгрин» Р. Вагнера
- Моцарт — «Моцарт и Сальери» Н. Римского-Корсакова
- Мури — «Сын мандарина» Ц. Кюи, 1914
- Надир — «Искатели жемчуга» Ж. Бизе
- Ромео — «Ромео и Джульетта» Ш. Гуно
- Рудольф — «Богема» Дж. Пуччини
- Рылеев — «Декабристы» В. Золотарёва
- Фауст — «Фауст» Ш. Гуно
- Фра-Дьяволо — «Фра-Дьяволо, или Гостиница в Террачине» Д. Обера
- Царь Берендей — «Снегурочка» Н. Римского-Корсакова
- Щукарь — «Поднятая целина» И. Дзержинского, 1938
- Эрекле — «Измена» М. Ипполитова-Иванова